# Blackwell (Wisconsin)
Blackwell es un pueblo ubicado en el condado de Forest en el estado estadounidense de Wisconsin. En el Censo de 2010 tenía una población de 332 habitantes y una densidad poblacional de 1,93 personas por km².

## Geografía
Blackwell se encuentra ubicado en las coordenadas 45°32′24″N 88°31′13″O / 45.54000, -88.52028. Según la Oficina del Censo de los Estados Unidos, Blackwell tiene una superficie total de 171.66 km², de la cual 170.71 km² corresponden a tierra firme y (0.56%) 0.96 km² es agua.

## Demografía
Según el censo de 2010, había 332 personas residiendo en Blackwell. La densidad de población era de 1,93 hab./km². De los 332 habitantes, Blackwell estaba compuesto por el 72.89% blancos, el 18.67% eran afroamericanos, el 2.41% eran amerindios, el 0% eran asiáticos, el 0.6% eran isleños del Pacífico, el 1.2% eran de otras razas y el 4.22% pertenecían a dos o más razas. Del total de la población el 5.42% eran hispanos o latinos de cualquier raza.